# 圭三プロダクション
株式会社圭三プロダクション（けいぞうプロダクション）は、日本の芸能事務所。アナウンサー・リポーター職の者が多く在籍する。

## 概要
1962年（昭和37年）NHKを退職した高橋圭三が司会業の確立と後進の指導のため設立。放送局出身アナウンサーや、契約アナウンサー出身も多く在籍している。
無料アナウンス塾「圭三塾」を設立し、そこからも多くのアナウンサー・リポーターを輩出している。厚生労働大臣認可。

## 所属タレント
2021年10月時点

### 男性

#### あ〜た行
- 牛島健介
- 大澤幹朗（元IBC岩手放送）
- 金井淳郎（元福島テレビ）
- 熊谷章洋（元中部日本放送）
- 黒田洋司（客員）
- 竹下良則（元東日本放送→ラジオ福島）

#### な〜や行
- 中山正敏
- 波多江良一（元富山テレビ→群馬テレビ）
- 福永典明
- 宮内恒雄
- 宮田修（客員。元NHK）
- 村上幸司（元テレビ愛媛）
- 安井成行（元さくらんぼテレビジョン→長崎放送）
- 八塚浩（元ラジオ福島）
- 山崎正（客員。元テレビ朝日）
- 山下修一
- 山本ヒロキ

ほか

### 女性

#### あ行
- 阿久津尚子（元さくらんぼテレビジョン）
- 石田芳恵（元山陽放送）
- 石渡のり子
- 今中麻貴
- 入江真衣
- 植田有紀子（元山梨放送）
- 植村智子（元西日本放送）
- 内田菜穂子
- 梅澤真理子
- 大江智依子
- 大塚えりか
- 大野香菜（元フジテレビ）
- 奥貫仁美（元NHK福井放送局→NHK水戸放送局）
- 尾辻舞（元高知さんさんテレビ→テレビ神奈川）
- 大村麻衣子

#### か行
- 影島香代子（元静岡放送→メ～テレ契約）
- 加藤美和（元福井テレビ→静岡放送）
- 鎌田香奈（元チューリップテレビ）
- 川添永津子（元テレビ愛媛）
- 川内天子（旧芸名・川内朋子）
- 神田麻衣子
- 菊池良子
- 木島京子（元山陽放送）
- 木島由江
- 北村浩子（元FM富士）
- 久保恵子（客員／一時事務所を脱退しサンミュージックプロダクションに所属）
- 熊谷麻衣子（元岩手めんこいテレビ、サンドウィッチマン伊達みきおの妻）
- 黒田潤子
- 小林節子（客員）

#### さ行
- 坂井美萌々（元千葉ロッテマリーンズイベントMC）
- 櫻井尚子
- 佐々麻梨江
- さつきりせ（元宝塚歌劇団男役）
- 佐藤真紀
- 佐藤まゆみ
- 柴山延子
- 白井京子
- 鈴木よしえ（元山形テレビ）
- 鈴木実森（元東北放送）
- 園山まきえ（ゑ）

#### た行
- 高橋美樹（元秋田放送）
- 髙橋美里
- 武岡智子（元テレビ新潟）
- 竹村真生
- 多田羅りか
- 田所由妃（元NHK鹿児島放送局・北海道テレビ放送・テレビ埼玉）
- 田中美穂（元南日本放送）
- 田中美帆
- 鶴田由香（元愛媛放送）
- 戸塚貴久子（元テレビ静岡）
- 鳥越雅子

#### な行
- 長島瑞穂（元秋田テレビ）
- 中西真貴（元鹿児島テレビ）
- 中村理絵（元静岡放送）
- 中山裕子（元福井放送）

#### は行
- 橋本奈都江（元静岡放送）
- 早川友希（元テレビ山口）
- 伴野文香
- 福山知沙
- 藤井千佳子
- 藤井舞（元NHK岡山放送局）
- 藤田ゆみこ
- 文村泰子
- 堀野麻由

#### ま行
- 松田京子
- 水田珠美（元宝塚歌劇団宙組娘役）
- 宮内亜弥子
- 宮崎留実
- 用瀬朋美
- 森田雪
- 諸永彰子

#### や行
- 柳本雪絵（元秋田放送）
- 山村美香（元ミヤギテレビ）

- 山田さつき

- 山本英里
- 弓月ひろみ
- 湯本久美
- 横井弘海（客員）
- 横内美紗（元新潟総合テレビ。学生時代にも所属していた）
- 吉原美香

#### わ行
- 脇田美代（元山口放送）
- 渡辺恭子
- 渡邊瑠衣
- 和田真由美（元NHK奈良放送局）

ほか

## かつて在籍していたアナウンサー・キャスター

### 男性
- 東谷武則
- 浅見裕明
- 伊豆蔵将太
- 緒方文興
- 河路直樹（元東海ラジオ放送→RKB毎日放送）
- 神田洋一
- 小林賢二
- 佐藤優多
- 高橋幸弘
- 寺内夏樹（元NHK）
- 冨田勇気
- 野沢祐一
- 長野龍太郎
- 古橋拓真（元北陸放送→瀬戸内海放送）
- 山田泰三（元メ～テレ）
- 石黒新平
- 大竹真

### 女性
- あかはゆき
- 赤堀容子
- 新井真由美
- 新井美絵
- 伊藤綾香
- 池上壽
- 池田麻衣子
- 石亀幸子（元山陰放送→NHK広島放送局→中国放送）
- 出射由佳（その後テレビ静岡）
- 糸原舞
- 海附雅美（元福島テレビ）
- 大橋麻美子（元中部日本放送）
- 大畑ひとみ（元NHK）
- 岡真奈美
- 岡田亜紀子（元NHK大津放送局）
- 小原世子
- 加藤ゆみ子
- 上條麻里奈（元テレビユー福島）
- 川口智美
- 川村麻紗子
- 岸則子（元エフエム長崎）
- 久保田貴子
- 熊倉桃奈
- 黒田笑子
- 桑原りさ
- 小林彩子
- 斉藤直美
- 桜井裕子
- 佐々奈津実
- 佐藤千晶（その後メ〜テレ）
- 白幡優奈
- 鈴木麻夏
- 鈴木理香（元福井テレビ）
- 柴田ひろ子
- 須見愛
- 瀬尾和子（元札幌テレビ）
- 大徳絵里（元東北放送）
- 高橋美咲（元NHK横浜放送局契約）
- 武裕美（現東海テレビ放送）
- 竹田のり子（元NHK鳥取放送局契約）
- 田中亜弥（その後AV女優に転身）
- 栂安亜紀（元北日本放送）
- 塚田佳子
- 築島雪枝
- 徳住有香
- 徳田琴美
- 永井瑠璃
- 中川侑依
- 中西美恵子（元テレビ信州→メ～テレ契約）
- 野村はづき（元北海道テレビ）
- 萩野礼美
- 橋本広美（元鹿児島放送）
- 蜂谷由梨奈
- 原響子（元NHK岐阜放送局契約→NHK名古屋放送局契約→東海テレビ契約）
- 原野佐季美
- 平野市子
- 廣岡映里佳
- 北條愁子（元テレビユー福島）
- 堀友理子（その後朝日放送）
- 前林里佳子
- 町井洋子
- 町野あかり
- 三谷純子（元NHK松山放送局）
- 箕浦聖弓（元テレビ長崎）
- 宮原亜友子（元メ～テレ）
- 森結花
- 矢野冴菜
- 山内美幸（元テレビ新潟）
- 山崎千紗絵
- 山下幸乃
- 山田美絵（元テレビ岩手）
- 山村倫恵子
- 油井亜衣（元NHK和歌山放送局契約→秋田朝日放送→瀬戸内海放送）
- 若月貴代（現東日本放送）
- 若槻麻美（現福島テレビ（復職））
- 和倉聡美（元北陸放送）
- 渡辺由衣
- 渡辺由実（元東海テレビ）